# Upplands runinskrifter 309
Upplands runinskrifter 309 är ristad på en runhäll vid Hargs bro i Skånela socken och Sigtuna kommun, Uppland.

## Inskriften
Translitterering av runraden:
× sikuiþr × auk × in[kua]r × auk × iarlabanki × litu × rista × runaʀ × at inkuar × faþur × sin × auk × at raknualt × broþur sin +
Normalisering till runsvenska:
Sigviðr ok Ingvarr ok Iarlabanki letu rista runaʀ at Ingvar, faður sinn, ok at ʀagnvald, broður sinn.
Översättning till nusvenska:
Sigvid och Ingvar och Jarlabanke lät rista runorna efter Ingvar, sin fader, och efter Ragnvald, sin broder.

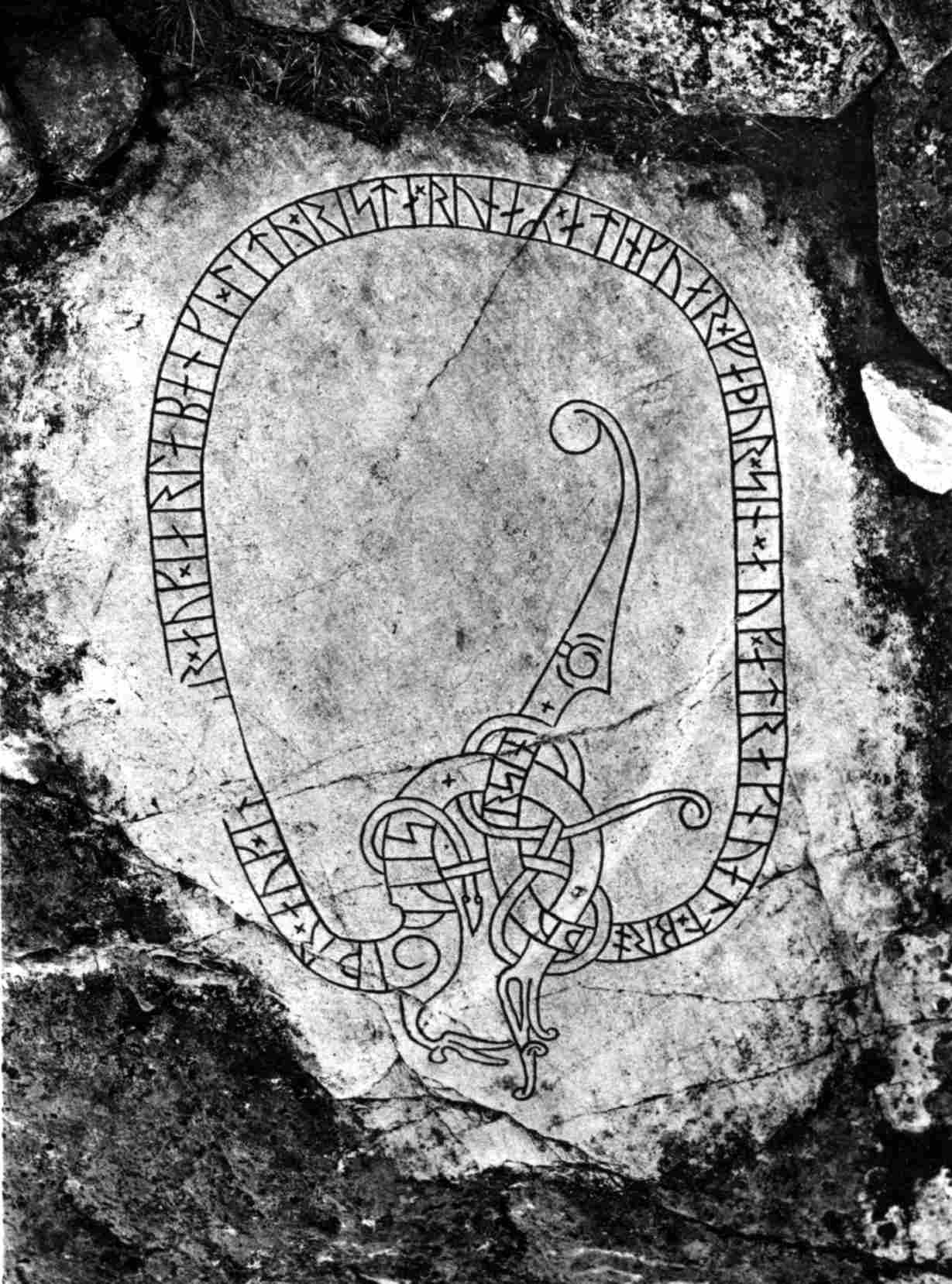
Harald Faith-Ells foto från 1940

Den Jarlabanke som här står omnämnd är ej densamme som låtit bygga Jarlabankes bro i Täby. Denne Jarlabanke var son till Estrids och Östens son Ingefast och alltså en halvbrorson till härvarande Jarlabanke.
Ristningens ornamentik visar upp ett elegant rundjur i Urnesstil. Ristaren torde möjligen vara Igulfast, Visäte eller annan proffsig runmästare.